# Toxops
Toxops is een monotypisch geslacht van spinnen uit de  familie van de Desidae.

## Soort
- Toxops montanus Hickman, 1940